# Muscicapa randi
Muscicapa randi là một loài chim trong họ Muscicapidae.